# Les Lèves-et-Thoumeyragues
Les Lèves-et-Thoumeyragues – miejscowość i gmina we Francji, w regionie Nowa Akwitania, w departamencie Żyronda.
Według danych na rok 1990 gminę zamieszkiwały 503 osoby, a gęstość zaludnienia wynosiła 32 osób/km² (wśród 2290 gmin Akwitanii Les Lèves-et-Thoumeyragues plasuje się na 712. miejscu pod względem liczby ludności, natomiast pod względem powierzchni na miejscu 720.).